# Kaari Utrio
Kaari Marjatta Utrio właśc. Utrio-Linnilä (ur. 28 lipca 1942 w Helsinkach) – fińska historyczka, pisarka i feministka. Jest autorką dziesiątek powieści i wielu książek historycznych.

## Życie i twórczość
Urodziła się w rodzinie z klasy średniej. Jej ojciec Urho Untamo Utrio pracował jako dyrektor zarządzający w fińskim wydawnictwie Tammi. Jej matka Meri Marjatta Utrio pracowała jako redaktor i tłumacz na język fiński. Rodzina Kaari Utrio bardzo ceniła sobie literaturę a w jej domu znajdowało się około czterech tysięcy książek.
W młodości Kaari Utrio nie zamierzała zostać pisarką – chciała natomiast zostać badaczką historii. Po zdaniu, w dziewczęcym liceum, matury w 1962 roku rozpoczęła studia z zakresu historii na Uniwersytecie Helsińskim. Ukończyła je w 1967 roku. Rok później opublikowała swoją pierwszą powieść Kartanonherra ja kaunis Kirstin, którą wydała w wydawnictwie Tammi. Od tego czasu co rok pisała i wydawała kolejną powieść historyczną. Jej powieść Vaskilintu (Miedziany ptak) przez kilka miesięcy była najlepiej sprzedającą się książką w Finlandii.
Wydała też wiele popularnonaukowych książek historycznych.
Publikacja naukowa Eevan tyttäret (Córki Ewy), przetłumaczona na język polski (i sześć innych języków) to jedną z najbardziej uznanych książek pisarki. Książka opisuje dzieje kobiet począwszy od starożytnego Bliskiego Wschodu i starożytnej Grecji a kończąc na czasach współczesnych. Rzetelnie ukazuje życie kobiety europejskiej na przełomie dwóch tysiącleci chrześcijaństwa. Pokazuje przemiany jakie zaszły w życiu kobiet i ich emancypację. Omawia aspekty religijne, prawne, socjologiczne i seksualne. Autorka krytykuje patriarchat z perspektywy feministycznej
W swoim dorobku ma też scenariusze telewizyjne, słuchowiska radiowe, nowele i felietony w gazetach i periodykach.
Utrio ma trójkę dzieci. Od 1974 roku była żoną Kai Linnilä († 2017). Wraz z mężem próbowali początkowo utrzymywać się prowadząc samowystarczalne gospodarstwo rolne ale po kilku latach zrezygnowali i założyli własne wydawnictwo Oy Amanita.
Utrio udzielała się w kilku organizacjach społecznych. Była przewodniczącą Stowarzyszenia Minna Canth. Jest członkinią Amnesty International i przez kilka lat zasiadała w zarządzie Fińskiego Stowarzyszenia Pisarzy. Uczestniczyła też w życiu politycznym miasta. W wielu rejonach Finlandii wygłaszała wykłady.
W 2002 roku za swoją twórczość otrzymała nagrodę państwową.

## Tłumaczenia na język polski
Beletrystyka:
- Miedziany ptak (tomy 1-5), 1997, Wyd. Almapress, ISBN 83-7020-237-3, ISBN 83-7020-238-1, ISBN 83-7020-239-X, ISBN 83-7020-240-3, ISBN 83-7020-241-1 (Vaskilintu 1992)
- Jastrząb, przeł. Mariola Gąsiorowska-Siudzińska, Warszawa 2000, Wydawnictwo 69, s. 447, ISBN 83-86244-20-8 (Tuulihaukka 1995)
- Jednorożec, przeł. Mariola Gąsiorowska-Siudzińska, Warszawa 2011, Wydawnictwo Finsana, ISBN 978-83-932736-0-7 (Yksisarvinenwyd. Osakeyhtiö Tammi, 2000, Helsinki, Finlandia).

Książki naukowe:
- Córki Ewy. Historia kobiety europejskiej, przeł. Mariola Gąsiorowska-Siudzińska, Warszawa 1998, Wydawnictwo 69, s. 320, ISBN 83-86244-12-7 (Eevan tyttäret 1984)